# MED7
MED7 (англ. Mediator complex subunit 7) – білок, який кодується однойменним геном, розташованим у людей на короткому плечі 5-ї хромосоми. Довжина поліпептидного ланцюга білка становить 233 амінокислот, а молекулярна маса — 27 245.
| 10         |  | 20         |  | 30         |  | 40         |  | 50         |
| ---------- |  | ---------- |  | ---------- |  | ---------- |  | ---------- |
| MGEPQQVSAL |  | PPPPMQYIKE |  | YTDENIQEGL |  | APKPPPPIKD |  | SYMMFGNQFQ |
| CDDLIIRPLE |  | SQGIERLHPM |  | QFDHKKELRK |  | LNMSILINFL |  | DLLDILIRSP |
| GSIKREEKLE |  | DLKLLFVHVH |  | HLINEYRPHQ |  | ARETLRVMME |  | VQKRQRLETA |
| ERFQKHLERV |  | IEMIQNCLAS |  | LPDDLPHSEA |  | GMRVKTEPMD |  | ADDSNNCTGQ |
| NEHQRENSGH |  | RRDQIIEKDA |  | ALCVLIDEMN |  | ERP        |  |            |

A: Аланін

C: Цистеїн

D: Аспарагінова кислота

E: Глутамінова кислота

F: Фенілаланін

G: Гліцин

H: Гістидин

I: Ізолейцин

K: Лізин

L: Лейцин

M: Метіонін

N: Аспарагін

P: Пролін

Q: Глутамін

R: Аргінін

S: Серин

T: Треонін

V: Валін

Кодований геном білок за функціями належить до активаторів, фосфопротеїнів. 
Задіяний у таких біологічних процесах, як транскрипція, регуляція транскрипції. 
Локалізований у ядрі.